# Selección femenina de rugby de Fiyi
La selección femenina de rugby de Fiyi es el equipo nacional que representa a la Fiji Rugby Union en competencias internacionales.

## Historia
Su primera participación en competencias internacional fue en Women's Asia Pacific Championship 2006, torneo en el que quedó en segundo lugar al perder frente a Samoa y vencer a Tonga.
Su primer intento para clasificar a la Copa Mundial fue en 2016, donde ganó el torneo de Oceanía derrotando a Papúa Nueva Guinea, así clasificando al repechaje intercontinental, siendo derrotado en esa fase por Hong Kong.

## Palmarés
- Oceania Rugby Women's Championship (5): 2016, 2018, 2022, 2024, 2025

## Participación en copas

### Copa Mundial
- 1991 al 2017 : no ha clasificado
- Nueva Zelanda 2021: fase de grupos
- Inglaterra 2025: clasificado

### WXV
- WXV 3 2023: 2° puesto
- WXV 3 2024: 4° puesto

### Oceania Rugby Women's Championship
- Fiyi 2016: Campeón
- Fiyi 2018: Campeón
- Fiyi 2019: 3° puesto
- Nueva Zelanda 2022: Campeón
- Australia 2023: 2° puesto
- Australia 2024: Campeón
- Fiyi 2025: Campeón

### Women's Asia Pacific
- Women's Asia Pacific 2006: 2° puesto
- Women's Asia Pacific 2019: 3° puesto[2]